# Esopo
Esopo  (Nessebar, 620 a.C. – Delfos, 564 a.C.) foi um escritor da Grécia Antiga a quem são atribuídas várias fábulas populares. A ele se atribui a paternidade da fábula como gênero literário. Sua obra, que constitui as Fábulas de Esopo, serviu como inspiração para outros escritores ao longo dos séculos, como Fedro e La Fontaine.
Malgrado sua existência permaneça incerta e pouco se saiba quanto à origem de várias de suas obras, seus contos se disseminaram em muitas línguas pela tradição oral. Em muitos de seus escritos, os animais falam e têm características humanas.

## Biografia
O fabulista grego teria nascido no final do século VII a.C. ou no início do século VI a.C. Heráclides do Ponto na obra Acerca dos Samios, afirmava que Esopo nascera na Trácia.
Em suas origens, porém, várias hipóteses foram formuladas: Frígia, Egito, Etiópia, Samos, Atenas, Sardes e Amório. A hipótese de sua origem africana hoje é bastante creditada: o mesmo nome "Esopo" poderia ser uma contração da palavra grega para "etíope", um termo usado pelos gregos para se referir a todos os africanos subsaarianos. Além disso, alguns dos animais que aparecem nas fábulas de Esopo eram comuns na África, mas não na Europa (devemos ter em mente a diferente distribuição na época de animais como o leão berbere, hoje extinto). Também deve ser notado que a tradição oral de muitos povos africanos (mas também dos povos do Oriente Próximo e dos Persas) inclui contos de fadas com animais personificados, cujo estilo muitas vezes se assemelha ao de Esopo.*
Certo é que morreu em Delfos, tendo sido executado injustamente, segundo descreve Heródoto (Histórias, II, 134) e a Suda. Segundo Heródoto, Esopo foi escravo do filósofo Janto (Xanto), um cidadão de Samos, juntamente com uma outra escrava chamada Rodópis.
As fábulas de Esopo e outras possivelmente a ele atribuídas foram reunidas pela primeira vez por Demétrio de Faleros, no início do século III a.C.
Aristóteles afirmou na Retórica que Esopo teria uma vez discursado na Assembleia de Samos em defesa de um demagogo. Platão cita o nome de Esopo no diálogo Fédon (60c-61a), o que faz muitos concluírem que suas fábulas eram muito conhecidas nesse momento histórico posterior.

### Fábulas
Entretanto, foi-lhe atribuído um conjunto de pequenas histórias, de carácter moral e alegórico, cujos papéis principais eram desenvolvidos por animais. Na Atenas do século V a.C., essas fábulas eram conhecidas e apreciadas.
As fábulas que lhe são atribuídas sugerem normas de conduta que são exemplificadas pela ação dos animais (mas também de homens, deuses e mesmo coisas inanimadas). Esopo partia da cultura popular para compor seus escritos. Os seus animais falam, cometem erros, são sábios ou tolos, maus ou bons, exatamente como os homens. A intenção de Esopo, em suas fábulas, era mostrar como os seres humanos podiam agir, para bem ou para mal.

#### Imagens
|  |  |

|  |  |